# Le Havre au XXe siècle

Le Havre au XXe siècle est un programme cinématographique sorti en salles en septembre 2008 et projeté pendant plusieurs semaines. Il rassemble 11 documentaires tournés entre 1920 et 1990 qui retracent l'histoire de la Porte océane durant le siècle écoulé. Les films (amateurs, actualités cinématographiques, réalisateurs confirmés) ont été rassemblés par le réalisateur havrais Christian Zarifian (Table rase, Les Romantiques…), également fondateur et directeur du cinéma havrais Répertoire et patrimoine, le Studio au Havre.
Les films sont regroupés en trois périodes :
Avant la guerre
1. Le Havre, port de la Manche (1920, 12 min)
2. Un grand port de passagers (1930, 14 min)
3. Ville flottante (1932, 11 min, extrait), propriété de la CGM.

La guerre
1. Le Havre sous l’occupation (1943, 7 min), film amateur allemand
2. La ville assassinée (1944, 3 min), programme d’actualités cinématographiques
3. Ruines 1 (1944, 6 min), anonyme
4. Ruines 2 (1944, 11 min), anonyme

Après la guerre
1. Renaissance du Havre (1949, 12 min, extraits), réalisé par Marcel Camus
2. Départ du tour de France (1955, 4 min), programme d’actualités cinématographiques
3. Les havres (1984, 11 min), réalisé par Luc Moullet
4. Le Havre, pointe de Caux (1990, 10 min), réalisé par Christian Zarifian